# Idrettsklubben Våg
Idrettsklubben Våg er en idrætsforening fra Vågsbygd i Kristiansand, Norge. 
Klubben blev stiftet 12. januar 1938, og har i dag hold indenfor sportsgrenene fodbold, håndbold, badminton og atletik, derudover har de også børneidræt og en løjpe- og trimgruppe. 
Kvindehåndboldholdet, Vipers Kristiansand, spiller i Eliteserien